# Luigi Beretta
Luigi Beretta (Milano, 29 novembre 1910 – ...) è stato un calciatore italiano, di ruolo centrocampista.

## Carriera
Cresciuto nel Monza dove lo chiamavano sempre con il diminutivo "Gino".

Ala destra, dopo aver militato nel Milan, giocò in Serie A con il Liguria.
Dal 1936 al 1938 Luigi Beretta è stato tesserato AC Milan. Tuttavia non ha mai esordito in gare ufficiali, limitandosi ad apparizioni amichevoli. Con la Seconda Squadra ha preso parte al Campionato Riserve 1937, giocando nelle gare contro Bologna ed Ambrosiana, conclusesi entrambe con una sconfitta.
L'esordio in Serie A arriverà il 22 gennaio 1939 con la maglia del Liguria nell'1-1 contro la Lucchese.
La presentazione pre-campionato del Liguria pubblicata sui due quotidiani di Genova evidenziano che Beretta fu incluso nella rosa anche della stagione 1939-1940 sebbene in seguito non avesse disputato alcuna partita in prima squadra.
Nelle liste di trasferimento pubblicate da Il Littoriale Beretta non risulta citato nel 1938 per andare a giocare alla Pro Vercelli, dove invece Aldo Beretta risulta aver giocato fino al 1941, per poi ritornare nel dopoguerra in prima squadra fino al 1946. Il Liguria ha lasciato libero Luigi Beretta con lista di trasferimento dei primi di agosto del 1940.

## Palmarès

### Club

#### Competizioni nazionali
- Prima Divisione: 1

Monza: 1933-1934